# Dual in-line package
Un empaquetado/paquete de doble hilera o dual in-line package  (DIP o DIL) es una forma de encapsulamiento, común en la construcción de circuitos integrados que consiste en un bloque con dos hileras paralelas de pines; la cantidad de estos depende de cada circuito. Por la posición y espaciamiento entre pines, los circuitos DIP son especialmente prácticos para construir prototipos en tablillas o placas de pruebas (protoboard). Concretamente, la separación estándar entre dos pines o terminales es de 0,1 pulgadas (2,54 mm).
La nomenclatura normal para designarlos es «DIPn», donde “n” es el número de pines totales del circuito. Por ejemplo, un circuito integrado DIP16 tiene 16 pines, con 8 en cada fila.
Dada la actual tendencia a tener circuitos con un nivel cada vez más alto de integración, los paquetes DIP están siendo sustituidos en la industria por encapsulados de tecnología de montaje superficial, conocida por las siglas SMT (Surface-Mount Technology) o SMD (Surface-Mount Device). Estos últimos tienen un diseño mucho más adecuado para circuitos con un alto número de pines, mientras que los DIP, raras veces se encuentran en presentaciones de más de 40 pines.

## Orientación y numeración de los pines

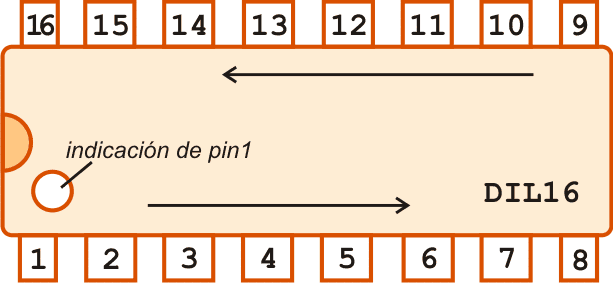
Figura A: Esquema de un encapsulado DIP16, con numeración.

Para representar los pines en los esquemas de circuitos, se emplean números que identifican a cada uno. Para numerar los pines de un DIP hay que fijarse en el pequeño agujero que incluye en un extremo.
El pin que está a su lado será el número 1. A partir de ahí, se numeran consecutivamente los pines de su fila. Al terminar pasamos a la otra fila, y, en sentido inverso, la recorremos hasta llegar al final. Es decir, se numeran de forma circular.
En la figura A se esquematiza cómo se numeraría un circuito DIP16.

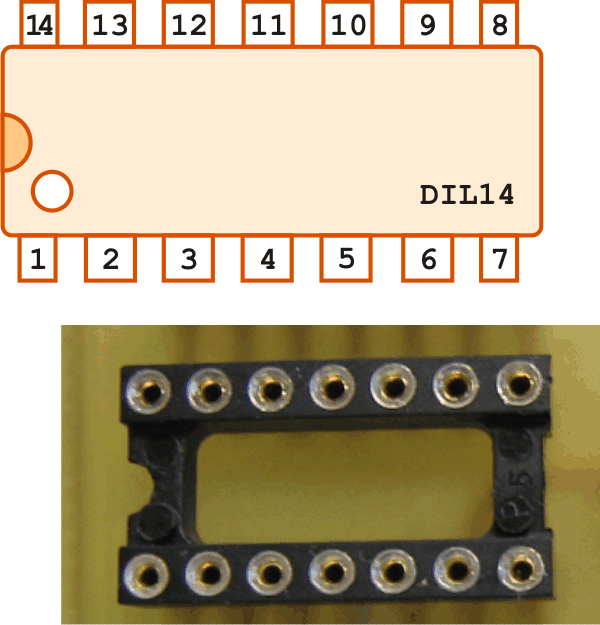
Figura B: Esquema y numeración para un DIL14 (arriba). Zócalo para el circuito (abajo).

Para trabajos en placas de circuito, se suelen usar unos soportes de plástico para este tipo de empaquetados, denominados zócalos, que contienen una serie de orificios colocados de la misma forma que el circuito. Así no soldamos directamente el circuito a la placa (que podría deteriorarse con el calor), sino el zócalo. Una vez está fijado, se coloca encima el circuito integrado.
Si tenemos que sacar y poner continuamente el integrado, una forma práctica para que no se deterioren las patitas del encapsulado es poner dos zócalos, uno fijo en la placa y otro fijo en el integrado.
Existen los zócalos de cero fuerza (Zero Insertion Force, ZIF) cuando se necesita instalar y retirar muchas veces el circuito integrado. En este caso con una palanca se libera o sujeta el circuito integrado.
Los pines se extienden a lo largo del encapsulado (en ambos lados) y tiene como todos los demás una muesca que indica el pin número 1. Este encapsulado básico fue el más utilizado hace unos años y sigue siendo el preferido a la hora de armar plaquetas por partes de los amantes de la electrónica casera debido a su tamaño lo que facilita la soldadura. Hoy en día, el uso de este encapsulado (industrialmente) se limita a UVEPROM y sensores.